# Xerophaeus zuluensis
Xerophaeus zuluensis är en spindelart som beskrevs av Lawrence 1938. Xerophaeus zuluensis ingår i släktet Xerophaeus och familjen plattbuksspindlar. Inga underarter finns listade i Catalogue of Life.